# هفتمین مراسم گلدن گلوب
۷مین مراسم گلدن گلوب برای ارج نهادن به بهترین دستاوردهای فیلمسازی سال ۱۹۴۹ در ۲۳ فوریه سال ۱۹۵۰ برگزار شد.
برودریک کرافورد، برنده بهترین بازیگر نقش اول مرد شد. وی بین سال‌های ۱۹۳۵ تا ۱۹۸۵ میلادی فعالیت می‌کرد. از فیلم‌های او می‌توان به چشم و گوش بسته اشاره کرد. اولیویا دی هاویلند، برنده بهترین بازیگر نقش اول زن شد. این بازیگر از پدر و مادری انگلیسی در توکیو ژاپن به دنیا آمد. اولیویا دی هاویلند با ایفای نقش ملانی همیلتون در فیلم بربادرفته به اوج شهرت و محبوبیت رسید. جیمز ویتمور، برنده بهترین بازیگر مرد در نقش مکمل شد وی بین سال‌های ۱۹۴۹ تا ۲۰۰۷ میلادی فعالیت می‌کرد. مرسدس مک‌کمبریج برنده بهترین بازیگر زن در نقش مکمل شد وی تا سال ۱۹۹۲ مشغول فعالیت بود.

## نامزدها و برندگان

### جایزه گلدن گلوب بهترین فیلم – درام
تمام مردان شاه به کارگردانی رابرت راسن
- به اصطبل بیا به کارگردانی هنری کاستر

### جایزه گلدن گلوب بهترین بازیگر مرد – فیلم درام
برودریک کرافورد - تمام مردان شاه
- ریچارد تاد - قلب عجول[۱]

### جایزه گلدن گلوب بهترین بازیگر زن – فیلم درام
اولیویا دی هاویلند - وارثه
- دبورا کار - ادوارد، پسرم

### جایزه گلدن گلوب بهترین بازیگر نقش مکمل مرد
جیمز ویتمور - میدان جنگ
- دیوید برایان - Intruder in the Dust

### جایزه گلدن گلوب بهترین بازیگر نقش مکمل زن
مرسدس مک‌کمبریج - تمام مردان شاه
- میریام هاپکینز - وارثه

### جایزه گلدن گلوب بهترین کارگردانی
رابرت راسن - تمام مردان شاه
- ویلیام وایلر - وارثه

### جایزه گلدن گلوب بهترین فیلم‌نامه
میدان جنگ - رابرت پیروش
- Rope of Sand - والتر دانیگر

### جایزه گلدن گلوب بهترین موسیقی
The Inspector General - جانی گرین
- تمام مردان شاه - جورج دانینگ

### جایزه گلدن گلوب بهترین فیلم غیر انگلیسی‌زبان
دزد دوچرخه, ایتالیا
- بت سقوط‌کرده, بریتانیا

### جایزه گلدن گلوب بهترین فیلمبرداری - سیاه و سفید
قهرمان photographed by فرانتس پلانر
- تمام مردان شاه photographed by برنت گافی

### جایزه گلدن گلوب بهترین فیلمبرداری - رنگی
ماجراهای ایکابد و آقای تاد by والت دیزنی
- در جستجوی تفریحات شهری by هرولد راسن[۲]

### Promoting International Understanding
قلب عجول به کارگردانی وینسنت شرمن
- آقای ونسان به کارگردانی موریس کلوش[۳]

### جایزه گلدن گلوب بهترین ستاره جدید سال – بازیگر مرد
ریچارد تاد در قلب عجول
- خوانو هرناندز in Intruder in the Dust[۴]

### جایزه گلدن گلوب بهترین ستاره جدید سال – بازیگر زن
مرسدس مک‌کمبریج در تمام مردان شاه
- روت رومن در قهرمان[۵]